# Marmorsaal (Kaffee HAG)

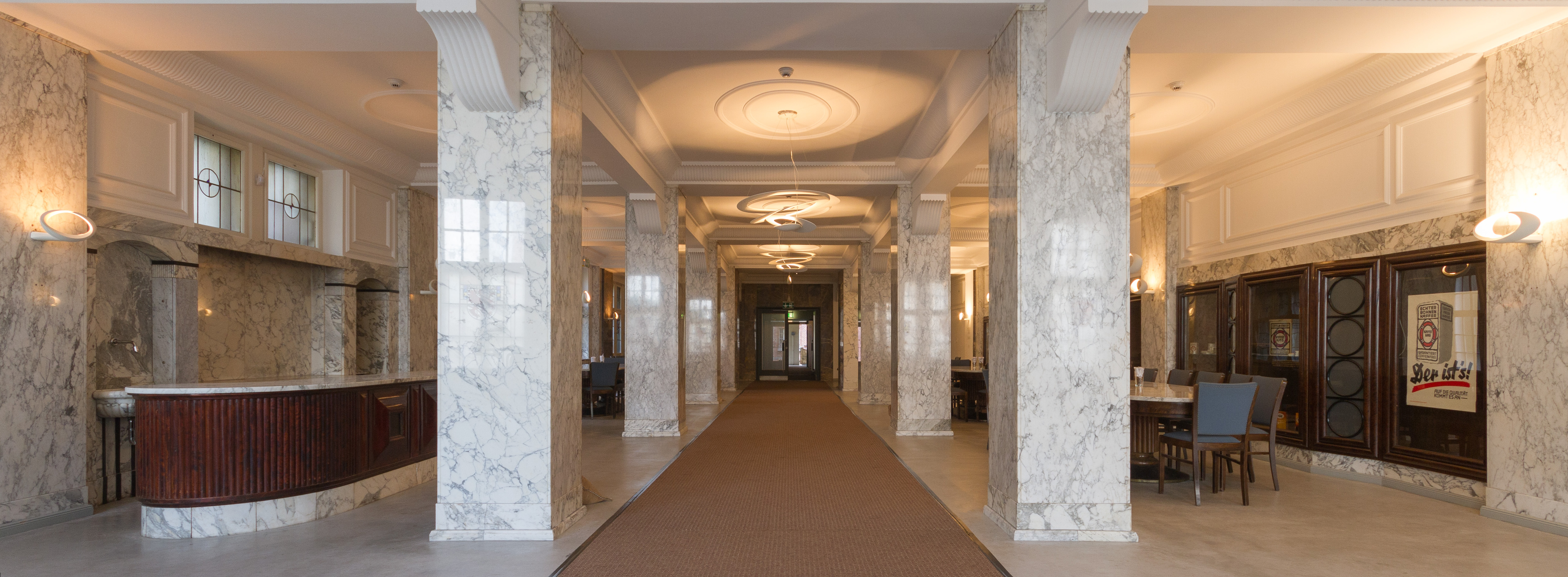
Blick in den Marmorsaal in Richtung Eingang (2014)

Der Marmorsaal ist ein Innenraum in der früheren Kaffeefabrik des Unternehmens Kaffee HAG. Er befindet sich im ehemaligen Kaffee-HAG-Werk I, das in dem 2009 entstandenen Ortsteil Überseestadt des Bremer Stadtteils Walle gelegen ist. Den Raum ließ der Unternehmensgründer und damalige Werksdirektor Ludwig Roselius 1914 mit Wandverkleidungen aus Marmor ausstatten. Der Marmorsaal war der repräsentative Mittelpunkt der Kaffeefabrik und ist seit 1994 ein Bremer Denkmal.

## Beschreibung
Der Marmorsaal befindet sich im Erdgeschoss eines Lagererweiterungsbaus des Kaffee-HAG-Werkes I in der Hagstraße. Er ist etwa 30 Meter lang und rund 15 Meter breit. Die Wände sind mit italienischem Carrara-Marmor verkleidet. Ursprünglich hatte der Raum einen dunklen Parkettboden, heute ist es ein heller Steinfußboden. Auf einer Wandseite sind Vitrinen aus dunklem Holz eingelassen, die im Jugendstil gestaltet wurden. In den Schauvitrinen werden heute Gegenstände aus der Unternehmensgeschichte gezeigt, wie Original-Verpackungen, Werbeschilder und Porzellan. Auf zwei Seiten des Saals sind dekorative Fenster mit opaker Verglasung eingebaut, die mit Wappen von Ländern, wie Sachsen, Brandenburg, Ostpreußen, Niederschlesien und Bremen, verziert wurden.

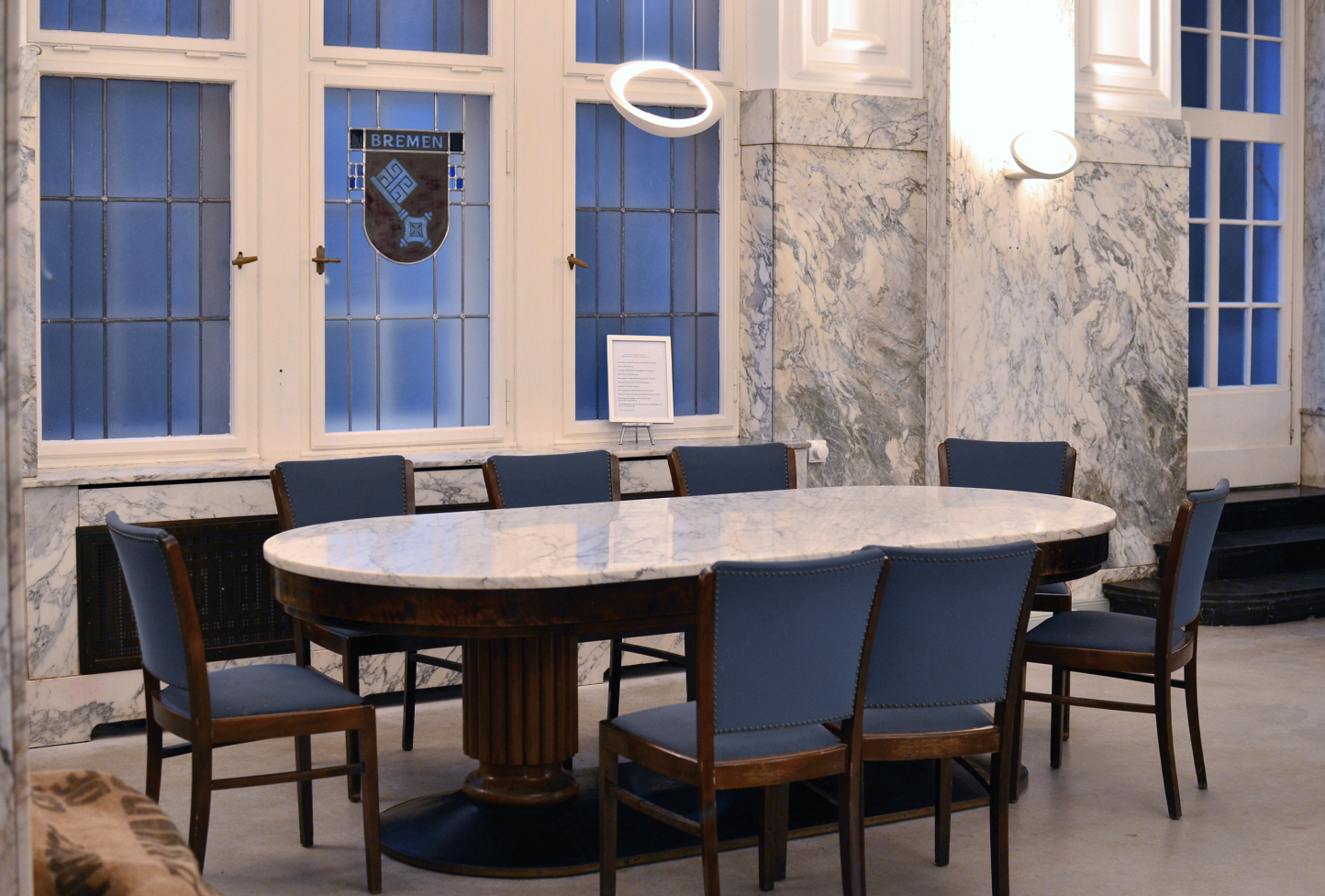
Tisch im Marmorsaal vor dem Bremer Fenster
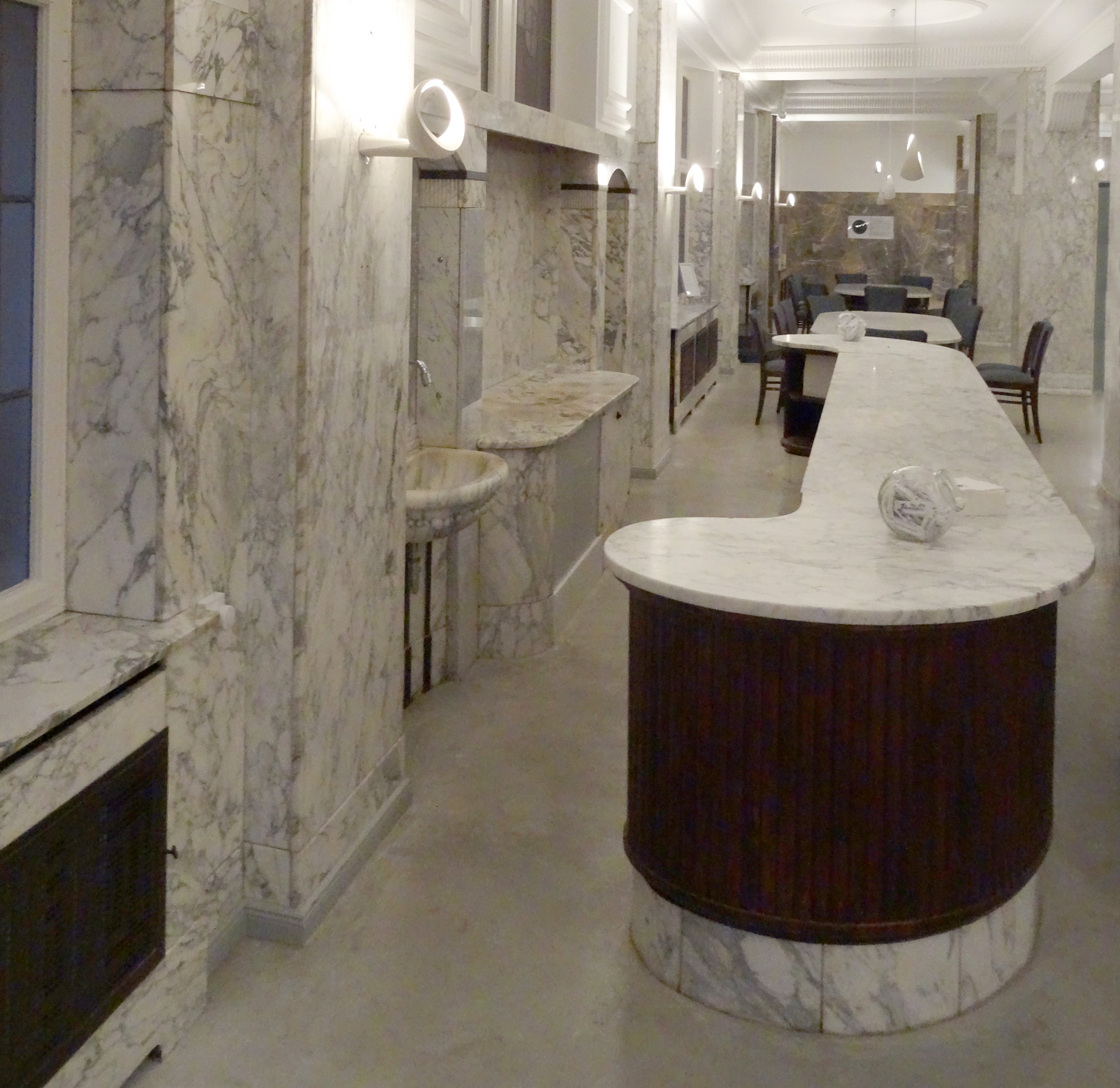
Tresen für die Verkostung von Kaffee
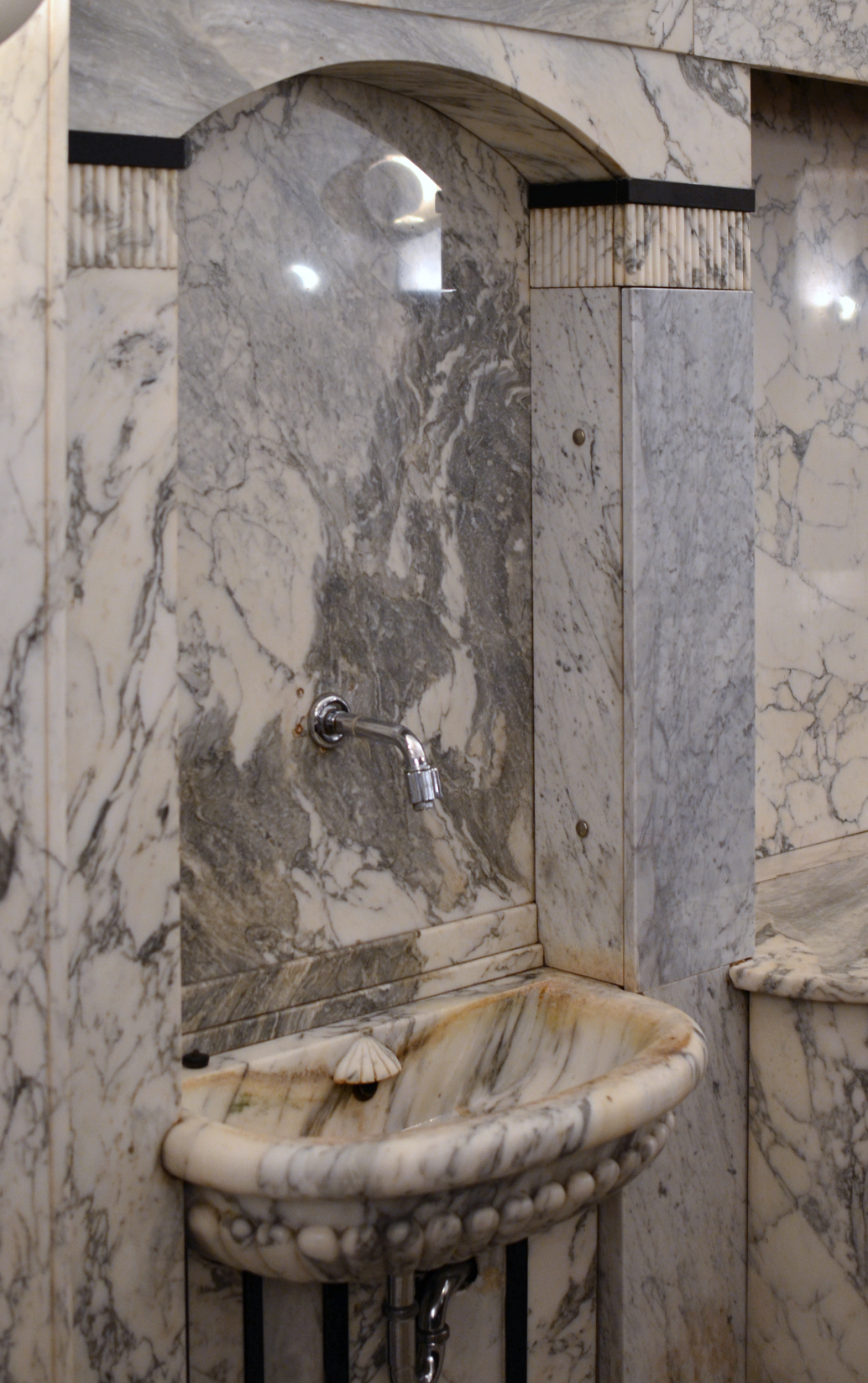
Waschbecken aus Marmor, hinter dem Tresen
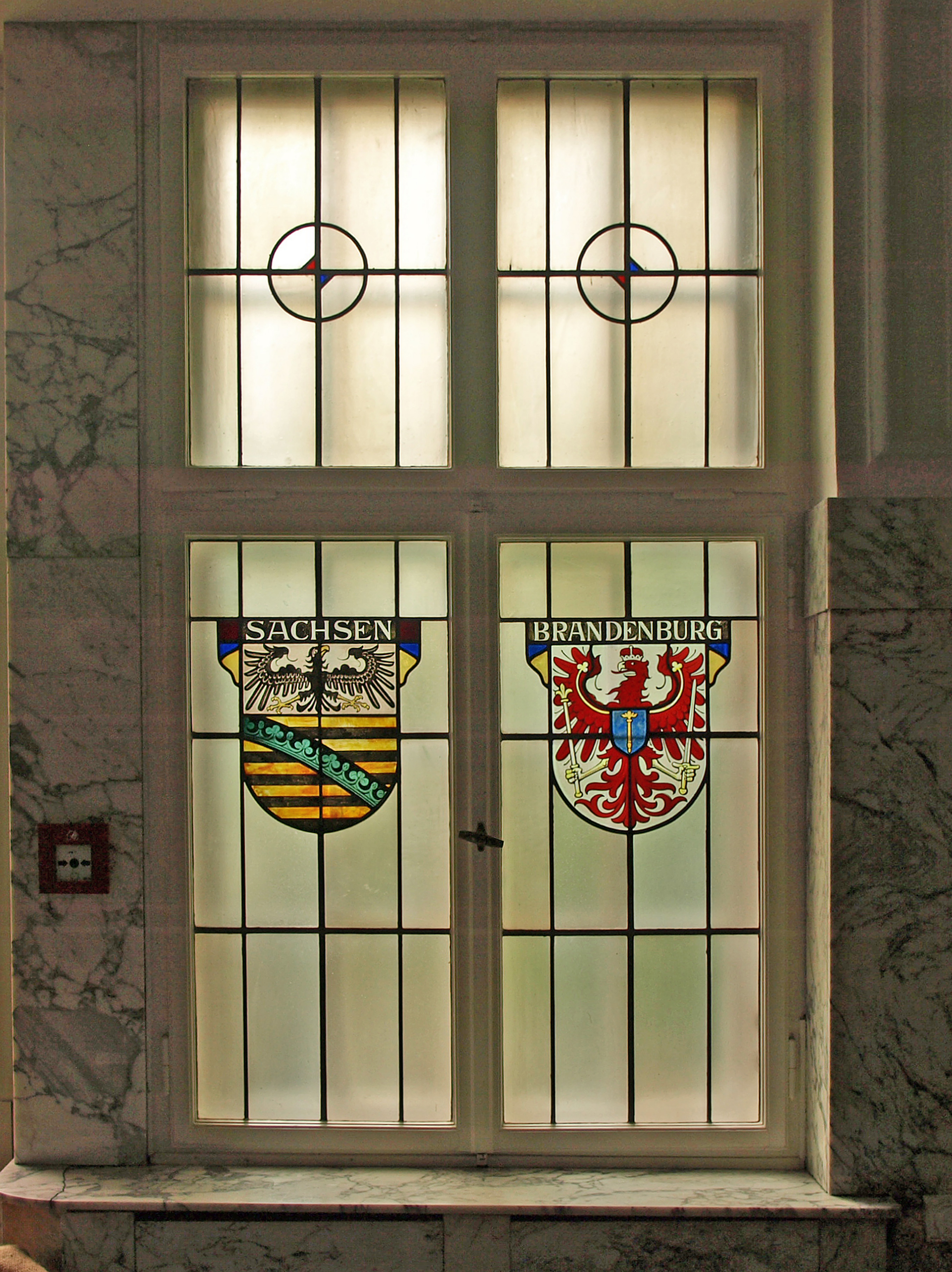
Fenster mit den Wappen der preußischen Provinzen Sachsen und Brandenburg
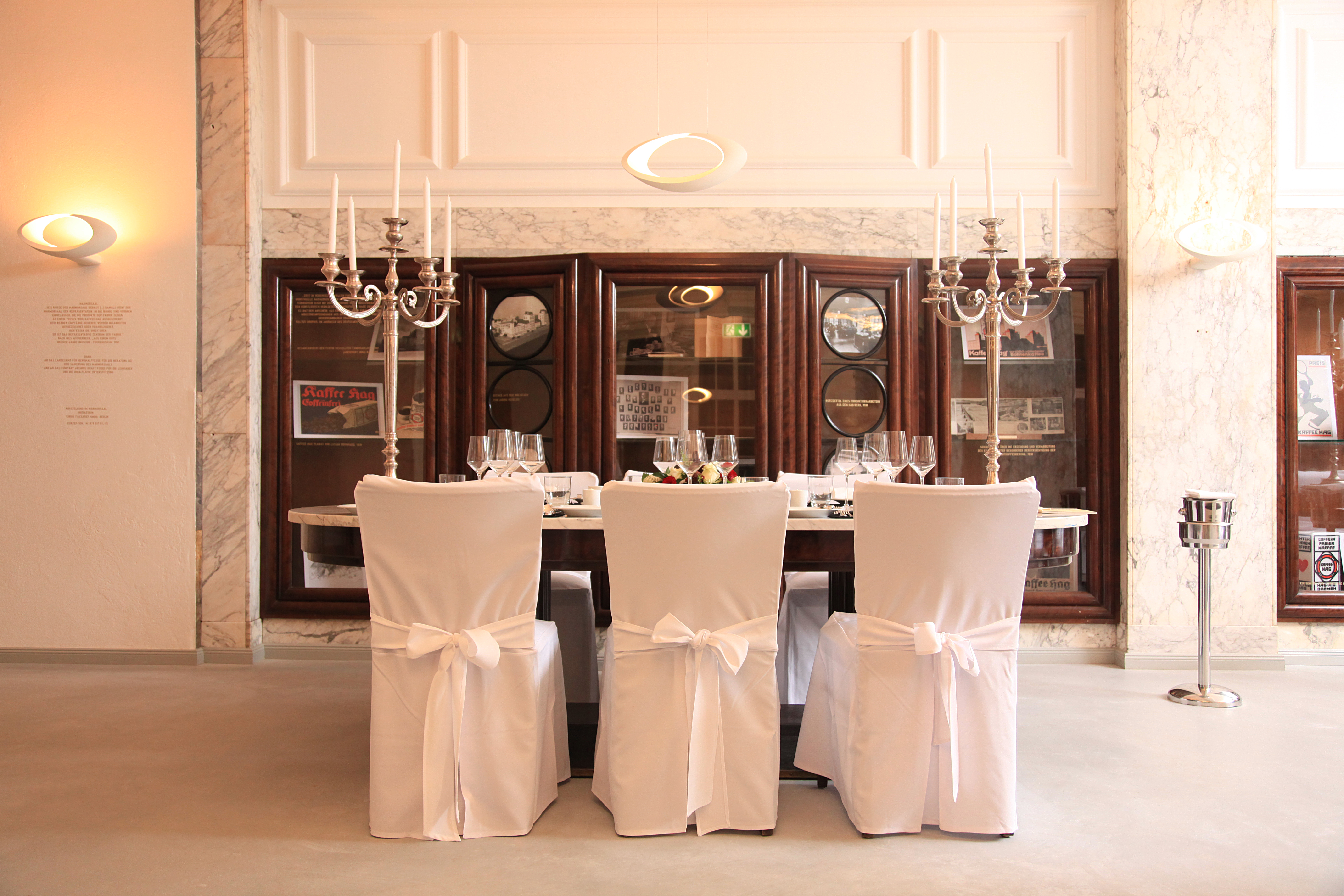
Eingedeckter Tisch bei einer Veranstaltung im Marmorsaal (2010)

## Geschichte
Der für repräsentative Zwecke geschaffene Saal entstand 1914 nach Plänen der Bremer Architektengemeinschaft Hildebrand & Günthel in der ab 1906 errichteten Kaffeefabrik. Bedingt durch den Ersten Weltkrieg wurde der Saal erst am 23. März 1916 offiziell eingeweiht und das Erweiterungsgebäude konnte infolge des Krieges erst 1920 fertiggestellt werden. Im Marmorsaal empfing der Fabrikdirektor Ludwig Roselius Geschäftspartner und Botschafter anderer Länder. An einem Tresen wurden sowohl „Kaffee HAG“ als auch Proben aller anderen Sorten und Qualitäten von Kaffee im Original- und koffeinfreien Zustand ausgeschenkt.
Außerdem diente der Marmorsaal als exklusiver Speiseraum für den Inhaber Roselius und seine knapp 40 Direktoren, die dort regelmäßig zu Mittag speisten. Die Nutzung des Saals war streng reglementiert und zeugte von der internen Hierarchie, hier tafelten neben dem Chef und den Direktoren nur Aufsichtsratsmitglieder und deren Gäste. Alle anderen Betriebsangehörigen bekamen den Marmorsaal nur bei Firmenjubiläen von innen zu sehen. Die Kantine der Arbeiter befand sich unterhalb des Saals im Kellergeschoss. Nach dem Verkauf der Kaffee HAG AG an das US-Unternehmen General Foods im Jahr 1979 wurde der Saal nur noch sehr selten genutzt und stand meistens leer; fortan mussten auch die Direktoren mittags die Betriebskantine aufsuchen. Später diente der Saal gelegentlich als Wahllokal für Betriebsratswahlen; im Jahr 1991 wurde er geschlossen. Heute kann der Marmorsaal für Veranstaltungen wie Hochzeiten und andere Anlässe angemietet werden. Besichtigungen sind im Rahmen von Kaffeeseminaren der im selben Gebäude untergebrachten Lloyd Kaffeerösterei möglich.